# 纓鱷齒魚
纓鰐齒魚，为輻鰭魚綱鱸形目鱷鱚亞目鱷齒鱚科的其中一種。分布於中太平洋東部的夏威夷群島海域，棲息深度在水深199至262公尺，體長可達11.8公分。